# Křivá
Křivá (německy Pudelsdorf) je malá vesnice, část obce Dlouhá Loučka v okrese Olomouc. Nachází se asi 1,5 km na sever od Dlouhé Loučky. V roce 2009 zde bylo evidováno 37 adres. V roce 2001 zde trvale žilo 30 obyvatel. Křivá měla ve znaku květinu.
Křivá je také název katastrálního území o rozloze 3,03 km2.